# Arctella subnivalis
Arctella subnivalis is een spinnensoort in de taxonomische indeling van de kaardertjes (Dictynidae).
Het dier behoort tot het geslacht Arctella. De wetenschappelijke naam van de soort werd voor het eerst geldig gepubliceerd in 1989 door Ovtchinnikov.